# Javni raziskovalni zavod
Javni raziskovalni zavod je javni zavod, to pomeni, da ga je ustanovila država, in ustanovljen je za opravljanje raziskovalne dejavnosti.
Javni raziskovalni zavod je pravnoorganizacijska oblika, ki je vpisana v sodni register oziroma v Poslovni register Slovenije. Javni raziskovalni zavodi imajo pravnoorganizacijsko obliko opredeljeno v ustanovitvenem aktu.

## Seznam javnih raziskovalnih zavodov
- Geološki zavod Slovenije
- Gozdarski inštitut Slovenije
- Institut "Jožef Stefan"
- Inštitut za ekonomska raziskovanja
- Inštitut za geografijo, leta 2002 se je pripojil k Znanstvenoraziskovalnemu centru Slovenske akademije znanosti in umetnosti
- Inštitut za hidravlične raziskave, Ljubljana
- Inštitut za kovinske materiale in tehnologije
- Inštitut za narodnostna vprašanja
- Inštitut za novejšo zgodovino
- Kemijski inštitut
- Kmetijski inštitut Slovenije
- Nacionalni inštitut za biologijo
- Pedagoški inštitut
- Primorski inštitut za naravoslovne in tehnične vede Koper, leta 2003 se je pripojil k novoustanovljeni Univerzi na Primorskem
- Urbanistični inštitut Republike Slovenije
- Zavod za gradbeništvo Slovenije
- Znanstvenoraziskovalni center Slovenske akademije znanosti in umetnosti
- Znanstveno-raziskovalno središče Koper, leta 2003 se je pripojil k novoustanovljeni Univerzi na Primorskem